# Backstreet Rookie
Backstreet Rookie (hangul: 편의점 샛별이; hanja: 便宜店 샛별이; rr: Pyeonuijeom Saetbyeoli; lit. Loja de conveniência Saet-byul) é uma telenovela sul-coreana exibida pela emissora SBS de 19 de junho a 8 de agosto de 2020, estrelada por Ji Chang-wook e Kim Yoo-jung. É baseado no webtoon de 2016-2017, Convenience Store Saet-byul escrito por Hwalhwasan. É o primeiro drama coreano investido pelo canal global Lifetime e produzido pela Taewon Entertainment. Ele está disponível no iQiyi com legendas em vários idiomas globalmente.

## Enredo
Choi Dae-hyun (Ji Chang-wook) encontra um grupo de alunas do ensino médio, incluindo Jung Saet-byul (Kim Yoo-jung), que parecem criadoras de problemas. Saet-byul pede a Dae-hyun para comprar cigarros para eles em uma loja de conveniência, mas ele compra doces e dá a Saet-byul seu número. Ela nunca liga para ele.
Três anos depois, Dae-hyun administra uma pequena loja de conveniência após se demitir. Ao procurar um trabalhador de meio período para trabalhar no turno da noite em sua loja de conveniência, Saet-byul se candidata ao emprego e começa a trabalhar lá.

## Elenco

### Elenco principal
- Ji Chang-wook como Choi Dae-hyun

Um gerente de loja de conveniência de 29 anos com uma aparência alta e corpulenta que faz qualquer mulher virar. Ele é um pouco desajeitado e estranho, apesar de sua aparência fria. Ele é gentil e simpatiza com os outros e fica muito envolvido na situação de outra pessoa. Seus clientes são principalmente fãs da escola que o deixaram uma vez que Yeon-joo acidentalmente ligou para ele uma vez.
- Kim Yoo-jung como Jung Saet-byul

O dono do caráter quadridimensional, mas de uma beleza refrescante. Apesar de ter incrível habilidade atlética e grande habilidade de luta, ela é uma jovem de 22 anos que adora flores, ama os amigos e gosta de músicas retro-sensacionais e moda

### Elenco de apoio
- Han Sun-hwa como Yoo Yeon-joo

Namorada e ex-chefe de Dae-hyun, também líder da equipe de Relações Públicas da sede de uma loja de conveniência. Uma mulher de carreira de 31 anos com inteligência, beleza e habilidades. Ela é filha do segundo maior acionista da sede da loja de conveniência, mas foi admitida com habilidade e promovida com resultados claros.
- Do Sang-woo como Jo Seung-joon

Filho do dono da loja de conveniência e atualmente diretor da matriz. Ele foi devidamente educado desde a infância. Ele é o próximo líder da empresa.

#### Pessoas ao redor de Dae-hyun
- Kim Sun-young como Gong Boon-hee

58 anos, mãe de Dae-hyun.
- Lee Byung-joon como Choi Yong-pil

58 anos, pai de Dae-hyun, e anteriormente vocalista da banda 4 Heavenly Kings.
- Eum Moon-suk como Han Dal-shik

29 anos, amigo próximo de Dae-hyun, um escritor de webtoon.
- Kim Ji-hyun como Choi Dae-soon

38 anos, irmã mais velha de Dae-hyun.

#### Pessoas ao redor de Saet-byul
- Ahn Sol-bin como Jung Eun-byul

19 anos, irmã mais nova de Saet-byul. Uma linda colegial que sonha em se tornar uma artista.
- Kim Min-kyu como Kang Ji-wook

Ator de 22 anos e estrela em ascensão. Amigo do ensino fundamental de Saet-byul. Ele se tornou uma celebridade instantânea quando, sozinho, impediu um assalto em uma loja de conveniência enquanto trabalhava em meio expediente. Graças à sua bela aparência, ele é uma estrela nacional da próxima geração que conquista o coração de muitos com educação e sinceridade.
- Seo Ye-hwa como Hwang Geum-bi

22 anos, amigo íntimo de Saet-byul.
- Yoon Soo como Cha Eun-jo

22 anos, amigo íntimo de Saet-byul.
- Neulbo como Neulbo

Uma boneca-preguiça de pelúcia que a ex-namorada de Dae-hyun devolveu para ele, e Saet-byul a pegou depois de ver Dae-hyun jogando-a.

#### Outros
- Kyeon Mi-ri como Kim Hye-ja

60 anos, mãe de Yeon-joo.
- Gil Yong-woo como Yoo Myung-gi

60 anos, pai de Yeon-joo, professor universitário.
- Heo Jae-ho como chefe de departamento Bae
- Ji Chan como Kang Sung-tae
- Shin Yoon-jung como Kim Jung-ha
- Lee Ju-ha como Oh Hyun-ji

### Aparições especiais
- Park Jin-joo como um estudante do ensino médio

Um líder de gangue que tenta sem sucesso recrutar Saet-byul para seu grupo.
- Jung Eun-ji como Jung-eun

Ex-namorada de Dae-hyun.
- Ko Kyu-pil como Oh Yo-han

Um YouTuber, e ele transmite da loja de conveniência em que trabalha.
- Lee Yu-bi como cliente
- Lee Jun-young como um cliente

Um menor que tenta comprar cigarros.
- Jung Joon-ho como ele mesmo

Um cliente.
- Ryu Seung-soo como Jung Chul-min

Saet-byul e o pai de Eun-byul.
- Kim Se-yong como funcionária de uma loja de frangos
- Ahn Chang-hwan como entrevistado a tempo parcial de uma loja de conveniência
- Tak Jae-hoon como adulto webtoon PD
- Kim Hyung-mook como marido de Dae-soon
- Park Chul-min como um leitor de tarô
- Yeom Hae-in como estagiário de Mega Hit

Trainee do mesmo grupo de estreia de Eun-byul.
- Jung Ae-yeon como Hwang Eun-ha

Repórter de entretenimento.
- Lee Yeon-kyung como Hong Jang-mi

Primeiro amor de Yong-pil e amigo de Boon-hee.
- Jang Ga-hyun como líder da equipe de gerenciamento do Mega Hit
- Yoohyeon e Jung Yoo-jun como clientes de fliperama
- Im Ha-ryong como Han Dal-pyung

Pai de Dal-shik.
- Park Sang-myun

Reitor do ensino médio (Ep. 2, 4).

## Produção
A primeira leitura do roteiro foi realizada em fevereiro de 2020. A série é dirigida por Myoungwoo Lee da série de sucesso The Fiery Priest (2019).
O elenco principal (Ji Chang-wook, Kim Yoo-jung, Han Sun-hwa e Do Sang-woo) apareceu no 507º episódio do programa de variedades Running Man para promover a série.

## Trilha sonora

### Parte 1
| Lançado em 19 de junho de 2020 |                     |                |         |  |
| N.º                            | Título              | Artista        | Duração |  |
| 1.                             | "Something"         | Kang Daniel    | 3:21    |  |
| 2.                             | "Something" (Inst.) |                | 3:21    |  |
| Duração total:                 | Duração total:      | Duração total: | 6:42    |  |

### Parte 2
| Lançado em 26 de junho de 2020 |                 |                |         |  |
| N.º                            | Título          | Artista        | Duração |  |
| 1.                             | "Crazy"         | April          | 3:48    |  |
| 2.                             | "Crazy" (Inst.) |                | 3:48    |  |
| Duração total:                 | Duração total:  | Duração total: | 7:36    |  |

### Parte 3
| Lançado em 27 de junho de 2020 |                   |                     |         |  |
| N.º                            | Título            | Artista             | Duração |  |
| 1.                             | "Love Ya"         | Kim Tae-woo (g.o.d) | 3:04    |  |
| 2.                             | "Love Ya" (Inst.) |                     | 3:04    |  |
| Duração total:                 | Duração total:    | Duração total:      | 6:08    |  |

### Parte 4
| Lançado em 4 de julho de 2020 |                                         |                |         |  |
| N.º                           | Título                                  | Artista        | Duração |  |
| 1.                            | "Sleepless Night" (잠이 오지 않는 밤에) | Rothy          | 4:21    |  |
| 2.                            | "Sleepless Night" (Inst.)               |                | 4:21    |  |
| Duração total:                | Duração total:                          | Duração total: | 8:42    |  |

### Parte 5
| Lançado em 11 de julho de 2020 |                    |                |         |  |
| N.º                            | Título             | Artista        | Duração |  |
| 1.                             | "Treasure" (보물)  | Colde          | 3:43    |  |
| 2.                             | "Treasure" (Inst.) |                | 3:43    |  |
| Duração total:                 | Duração total:     | Duração total: | 7:26    |  |

### Parte 6
| Lançado em 17 de julho de 2020 |                   |                                            |         |  |
| N.º                            | Título            | Artista                                    | Duração |  |
| 1.                             | "See Saw" (시소)  | Park Kyung (Block B), SeolA (Cosmic Girls) | 3:25    |  |
| 2.                             | "See Saw" (Inst.) |                                            | 3:25    |  |
| Duração total:                 | Duração total:    | Duração total:                             | 6:50    |  |

### Parte 7
| Lançado em 25 de julho de 2020 |                         |                |         |  |
| N.º                            | Título                  | Artista        | Duração |  |
| 1.                             | "I'll Miss You"         | Lim Ji-woo     | 3:39    |  |
| 2.                             | "I'll Miss You" (Inst.) |                | 3:39    |  |
| Duração total:                 | Duração total:          | Duração total: | 7:18    |  |

## Recepção
Na tabela abaixo, os números azuis representam as audiências mais baixas e os números vermelhos representam as audiências mais elevadas.
| Episódio | Parte | Data de transmissão | Audiência média | Audiência média              | Audiência média |
| Episódio | Parte | Data de transmissão | Nielsen         | Nielsen                      | TNmS            |
| Episódio | Parte | Data de transmissão | Em todo o país  | Região Metropolitana de Seul | Em todo o país  |
| -------- | ----- | ------------------- | --------------- | ---------------------------- | --------------- |
| 1        | 1     | 19 de junho de 2020 | 4.8% (19th)     | 5.4% (16th)                  | —               |
| 1        | 2     | 19 de junho de 2020 | 6.3% (11th)     | 6.6% (9th)                   | 5.2% (18th)     |
| 2        | 1     | 20 de junho de 2020 | 3.7% (NR)       | 4.1% (NR)                    | —               |
| 2        | 2     | 20 de junho de 2020 | 6.8% (9th)      | 7.3% (8th)                   | 6.1% (14th)     |
| 3        | 1     | 26 de junho de 2020 | 4.9% (19th)     | 5.3% (18th)                  | —               |
| 3        | 2     | 26 de junho de 2020 | 6.7% (9th)      | 7.4% (8th)                   | 6.0% (15th)     |
| 4        | 1     | 27 de junho de 2020 | 4.6% (NR)       | 5.3% (20th)                  | —               |
| 4        | 2     | 27 de junho de 2020 | 8.3% (6th)      | 9.4% (4th)                   | 8.0% (9th)      |
| 5        | 1     | 3 de julho de 2020  | 4.6% (20th)     | 4.7% (20th)                  | —               |
| 5        | 2     | 3 de julho de 2020  | 5.8% (16th)     | 6.0% (12th)                  | 6.2% (14th)     |
| 6        | 1     | 4 de julho de 2020  | 4.9% (NR)       | —                            | —               |
| 6        | 2     | 4 de julho de 2020  | 7.9% (7th)      | 8.7% (6th)                   | 8.0% (8th)      |
| 7        | 1     | 10 de julho de 2020 | 4.8% (NR)       | 5.4% (19th)                  | —               |
| 7        | 2     | 10 de julho de 2020 | 6.6% (12th)     | 7.5% (8th)                   | 5.0% (18th)     |
| 8        | 1     | 11 de julho de 2020 | 5.5% (NR)       | 6.2% (13th)                  | —               |
| 8        | 2     | 11 de julho de 2020 | 8.7% (6th)      | 9.8% (3rd)                   | 7.6% (10th)     |
| 9        | 1     | 17 de julho de 2020 | 6.1% (13th)     | 6.6% (10th)                  | 4.9% (20th)     |
| 9        | 2     | 17 de julho de 2020 | 7.7% (9th)      | 8.7% (7th)                   | 6.1% (13th)     |
| 10       | 1     | 18 de julho de 2020 | 5.3% (NR)       | 5.8% (16th)                  | —               |
| 10       | 2     | 18 de julho de 2020 | 8.4% (5th)      | 8.7% (5th)                   | 8.0% (7th)      |
| 11       | 1     | 24 de julho de 2020 | 6.1% (15th)     | 6.9% (12th)                  | 5.1% (20th)     |
| 11       | 2     | 24 de julho de 2020 | 7.7% (10th)     | 8.6% (8th)                   | 6.1% (15th)     |
| 12       | 1     | 25 de julho de 2020 | 4.8% (NR)       | —                            | —               |
| 12       | 2     | 25 de julho de 2020 | 7.6% (8th)      | 7.8% (7th)                   | 7.4% (12th)     |
| 13       | 1     | 31 de julho de 2020 | 5.7% (15th)     | 5.7% (15th)                  | —               |
| 13       | 2     | 31 de julho de 2020 | 7.4% (11th)     | 7.5% (10th)                  | 6.2% (12th)     |
| 14       | 1     | 1 de agosto de 2020 | 5.4% (20th)     | 5.9% (16th)                  | —               |
| 14       | 2     | 1 de agosto de 2020 | 8.0% (7th)      | 8.6% (6th)                   | 7.4% (10th)     |
| 15       | 1     | 7 de agosto de 2020 | 5.2% (18th)     | 5.9% (18th)                  | 5.3% (20th)     |
| 15       | 2     | 7 de agosto de 2020 | 6.9% (12th)     | 7.6% (9th)                   | 6.6% (12th)     |
| 16       | 1     | 8 de agosto de 2020 | 6.3% (15th)     | 6.9% (12th)                  | —               |
| 16       | 2     | 8 de agosto de 2020 | 9.5% (5th)      | 10.7% (5th)                  | 8.8% (7th)      |
| Média    | Média | Média               | 6.3%            | —                            | —               |